# Les Breuleux

Luftbild aus 300 m von Walter Mittelholzer (1931)

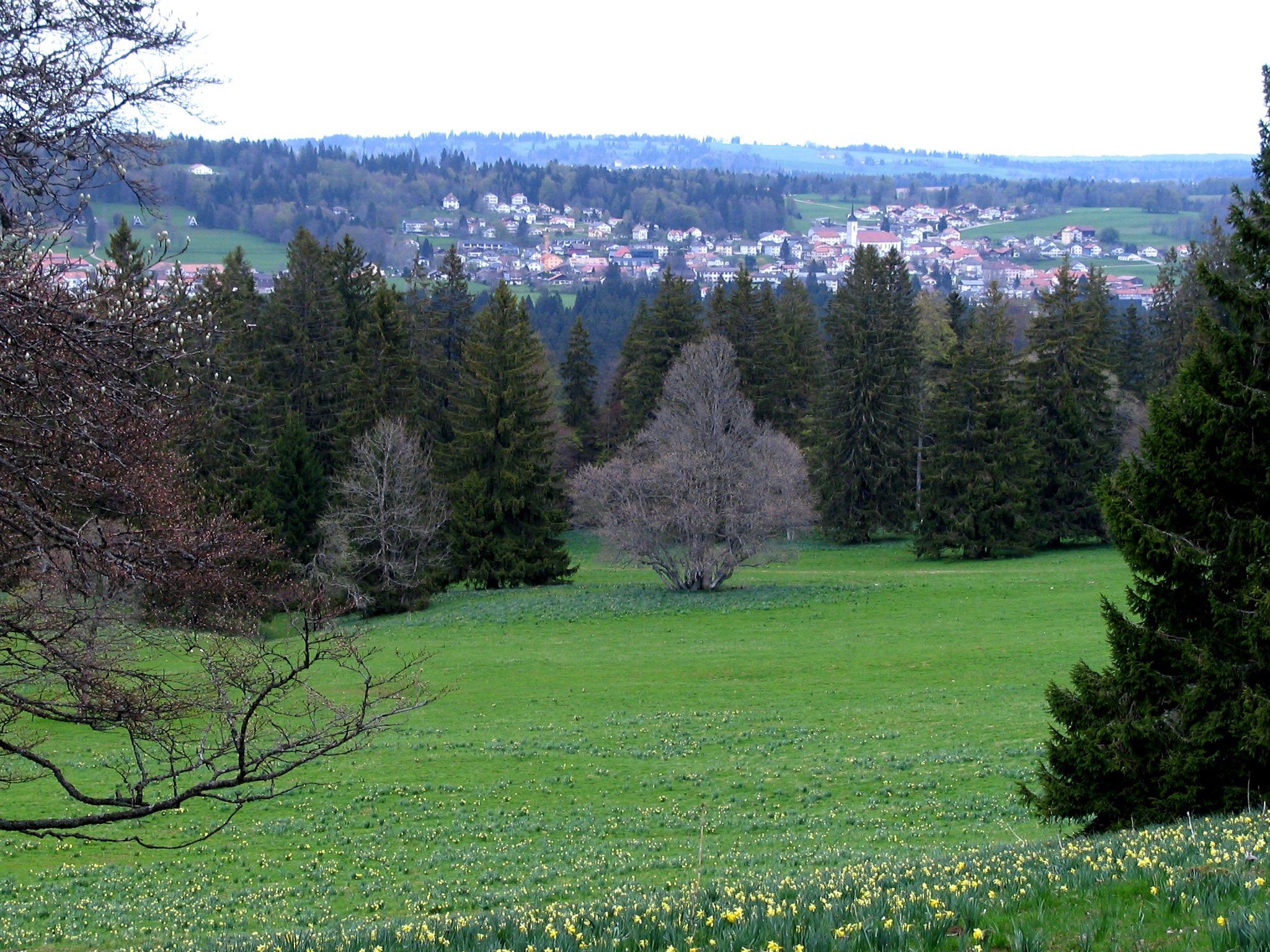
Les Breuleux von Süden gesehen

Les Breuleux ist eine politische Gemeinde im Distrikt Franches-Montagnes des Kantons Jura in der Schweiz. Der frühere deutsche Name Brandisholz wird heute nicht mehr verwendet.

## Geographie
Les Breuleux liegt auf 1038 m ü. M., 5 km südlich des Bezirkshauptorts Saignelégier (Luftlinie). Das Dorf erstreckt sich an einem nach Süden geneigten Hang auf der Jurahochfläche der Freiberge (französisch Franches Montagnes).
Die Fläche des 10,8 km² grossen Gemeindegebiets umfasst einen Abschnitt der leicht gewellten Hochfläche des Plateaujuras, auf der sich moorige, meist oberirdisch abflusslose Senken mit Kuppen aus Kalkstein abwechseln. Den zentralen Teil des Gebiets bildet die zwischen zwei Juraketten liegende Senke von Les Breuleux mit ausserhalb des Dorfes ausgedehnten Weiden, die durch grosse einzeln oder in Gruppen stehende Fichten unterteilt sind. Im Süden befindet sich das Waldgebiet Pâturage Communal. Ganz im Süden reicht die Gemeindefläche an den Nordhang der Jurakette Montagne du Droit (bis 1113 m ü. M.). Nach Westen erstreckt sich Les Breuleux bis auf die Höhe Point de Vue, auf der mit 1185 m ü. M. der höchste Punkt der Gemeinde erreicht wird. Von der Gemeindefläche entfielen 1997 7 % auf Siedlungen, 31 % auf Wald und Gehölze und 62 % auf Landwirtschaft.
Zu Les Breuleux gehören die westlich an das Dorf anschliessende Siedlung Les Vacheries (1035 m ü. M.) sowie zahlreiche Einzelhöfe. Nachbargemeinden von Les Breuleux sind Muriaux und Le Noirmont im Kanton Jura sowie Courtelary, Cormoret und Villeret im Kanton Bern.

## Bevölkerung
| Bevölkerungsentwicklung | Bevölkerungsentwicklung |
| Jahr                    | Einwohner               |
| ----------------------- | ----------------------- |
| 1850                    | 736                     |
| 1900                    | 1442                    |
| 1910                    | 1437                    |
| 1930                    | 1196                    |
| 1950                    | 1240                    |
| 1960                    | 1456                    |
| 1970                    | 1393                    |
| 1980                    | 1265                    |
| 1990                    | 1268                    |
| 2000                    | 1347                    |
| 2022                    | 1611                    |

Mit 1642 Einwohnern (Stand 31. Dezember 2023) gehört Les Breuleux zu den grösseren Gemeinden des Kantons Jura. Von den Bewohnern sind 92,6 % französischsprachig, 3,1 % portugiesischsprachig und 2,2 % deutschsprachig (Stand 2000). Die Bevölkerungszahl von Les Breuleux nahm in der zweiten Hälfte des 19. Jahrhunderts stark zu. Sie erreichte um 1900 sowie um 1960 Höchststände von etwa 1460 Einwohnern. Infolge der Wirtschaftskrise der 1970er-Jahre wurde ein deutlicher Rückgang verzeichnet, ab etwa 1990 wieder ein deutlicher Zugang.

## Wirtschaft
Les Breuleux hat sich zu Beginn des 19. Jahrhunderts vom landwirtschaftlich geprägten Dorf zur Industriegemeinde entwickelt. Heute sind noch rund 8 % der Bevölkerung in der Landwirtschaft tätig, die vor allem Milchwirtschaft und Viehzucht umfasst. Im 19. Jahrhundert hatte zuerst die Textilindustrie und danach die Uhrenindustrie grosse Bedeutung. Derzeit bieten noch kleinere Betriebe Arbeitsplätze in der Uhrenherstellung an, daneben gibt es auch metall- und holzverarbeitende Betriebe.

## Verkehr
Die Gemeinde liegt an der Kreuzung der Kantonsstrassen von Saignelégier nach Saint-Imier und von Tramelan nach La Chaux-de-Fonds. Am 16. Dezember 1913 wurde die meterspurige Tramelan-Breuleux-Noirmont-Bahn, eine Vorgängerin der Chemins de fer du Jura (CJ), mit einem Bahnhof in Les Breuleux eröffnet. Die Verbindung mit Saint-Imier wird durch Buslinien hergestellt.

## Geschichte
Erstmals wird Les Breuleux 1429 als Les Bruilluit erwähnt. Danach folgen zahlreiche weitere Schreibweisen: Brulluy (1440), Breluy (1472), Brüly (1494), Breulut (1495), Bruluz (1503), Les Bruleux (1526), Les Brülluers (1527), Les Bresleux (1528), bevor 1534 der heutige Name erschien.
Zunächst war der Ort Teil von La Chaux-des-Breuleux, 1472 wurde er selbständig. Les Breuleux gehörte zur Herrschaft Freiberge, die dem Fürstbistum Basel unterstand. Von 1793 bis 1815 gehörte Les Breuleux zu Frankreich und war anfangs Teil des Département du Mont-Terrible, ab 1800 mit dem Département Haut-Rhin verbunden. Durch den Entscheid des Wiener Kongresses kam der Ort 1815 an den Kanton Bern und am 1. Januar 1979 an den neu gegründeten Kanton Jura. Am 12. Juni 1926 wurden mehrere Häuser durch einen Tornado zerstört.

## Sehenswürdigkeiten
Der erste Bau der Pfarrkirche Saint-Joseph entstand 1662. Von 1852 bis 1855 wurde die Kirche im Stil des Neoklassizismus neu gebaut und 1966 vergrössert. Les Breuleux gehörte bis 1629 zur Pfarrei Montfaucon, dann bis 1661 zur Pfarrei Saignelégier, seither bildet es eine eigene Kirchgemeinde. In Peu-Girard steht ein charakteristisches Bauernhaus aus dem 18. Jahrhundert.

## Bilder

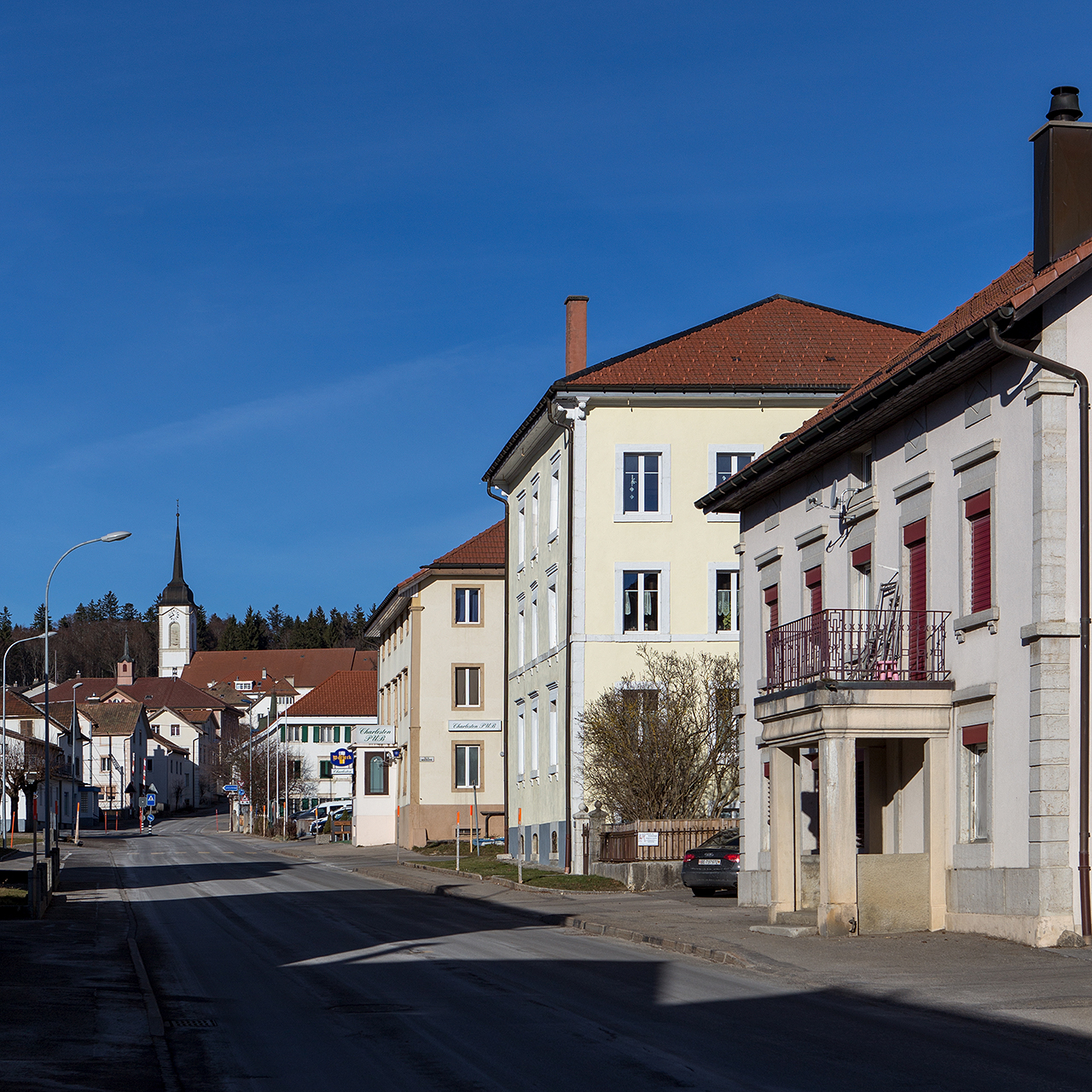
Grand’Rue
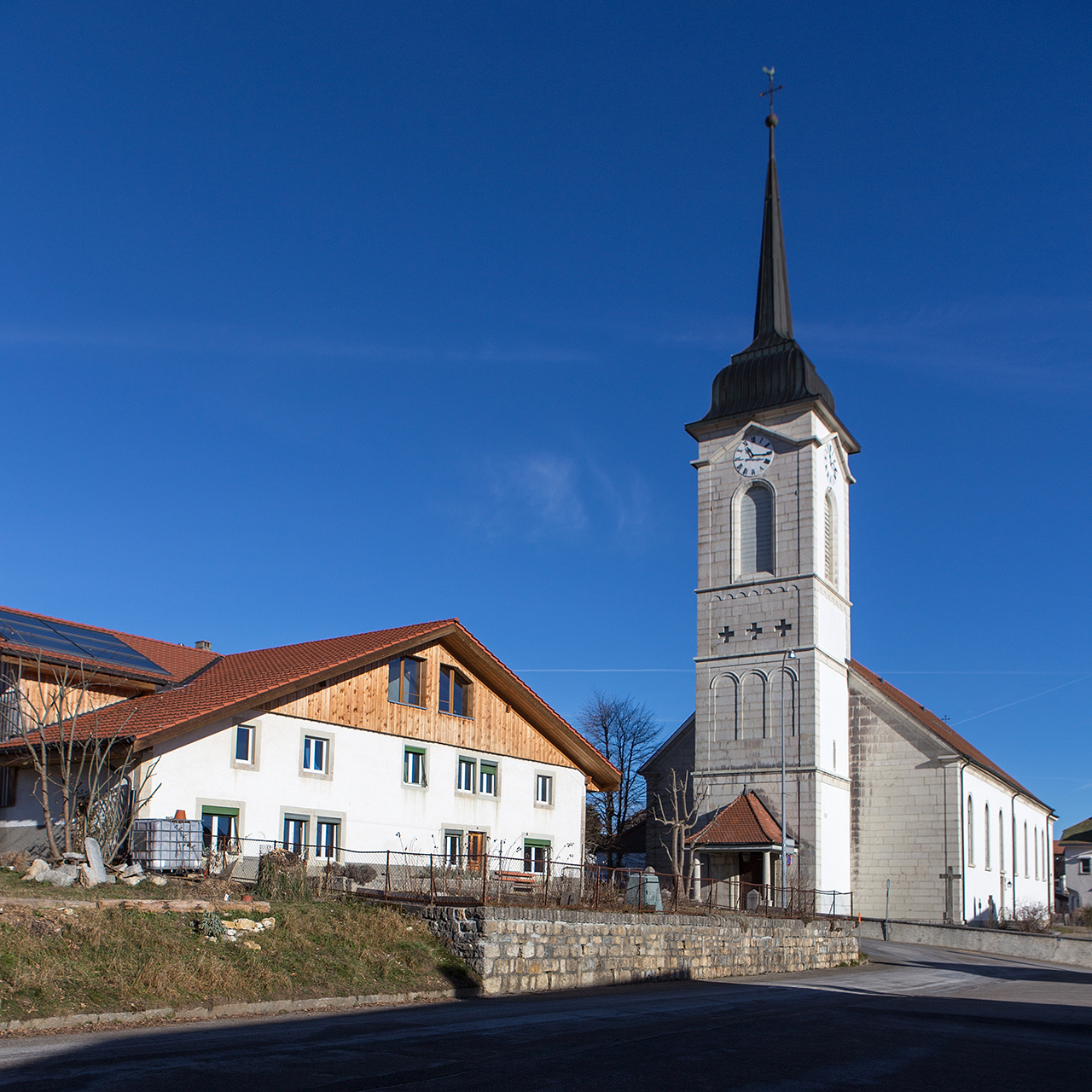
Pfarrkirche
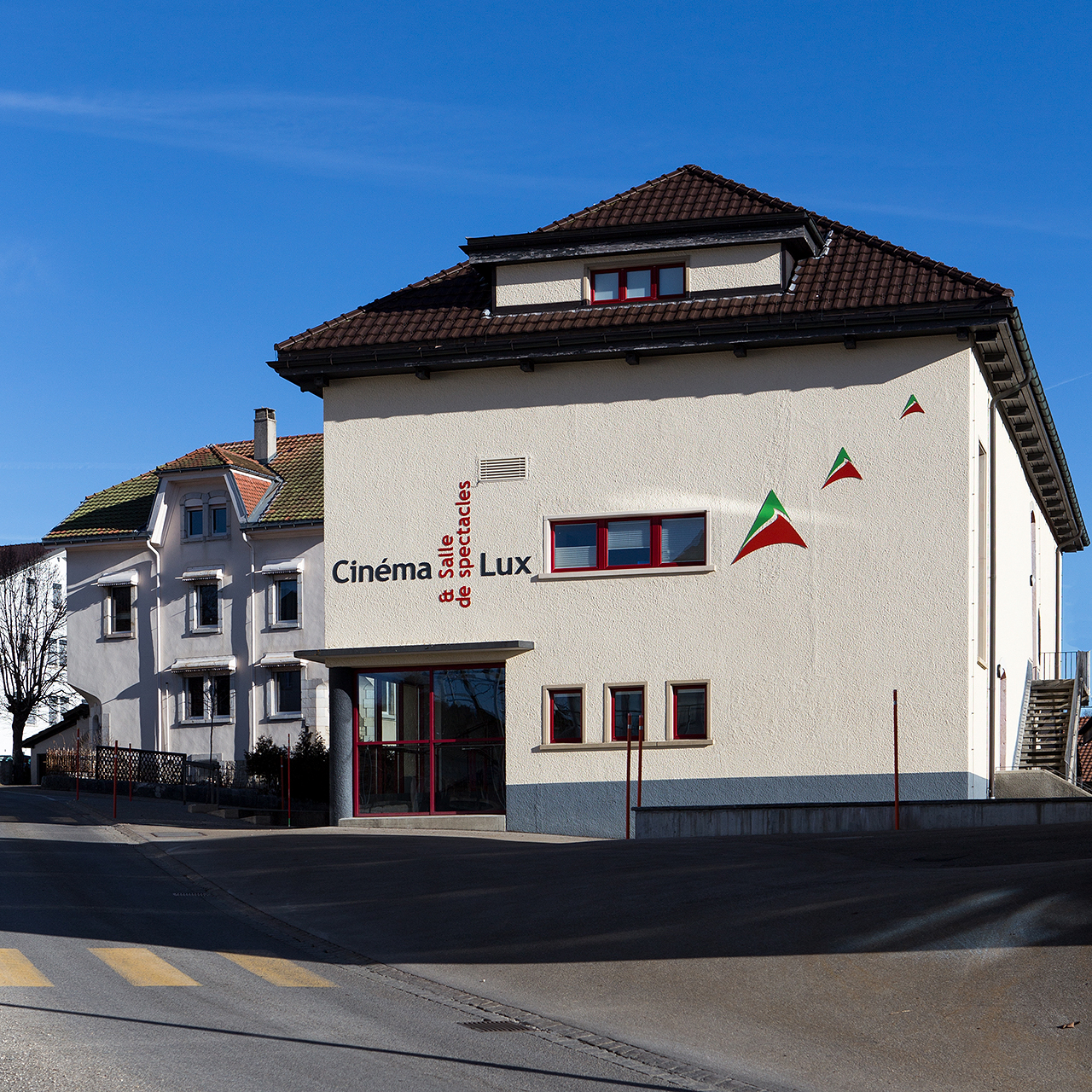
Kino
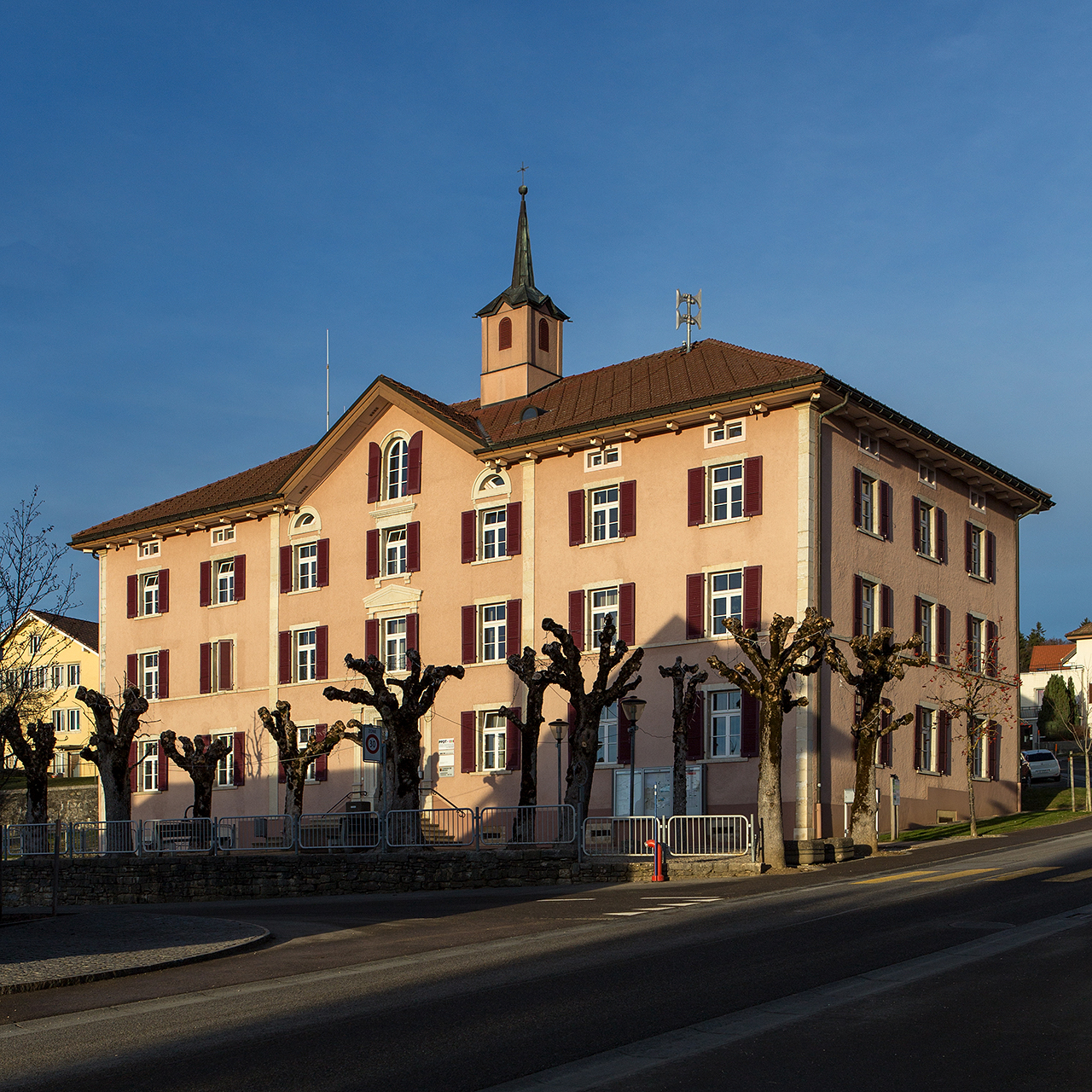
Altes Schulhaus, Gemeindekanzlei
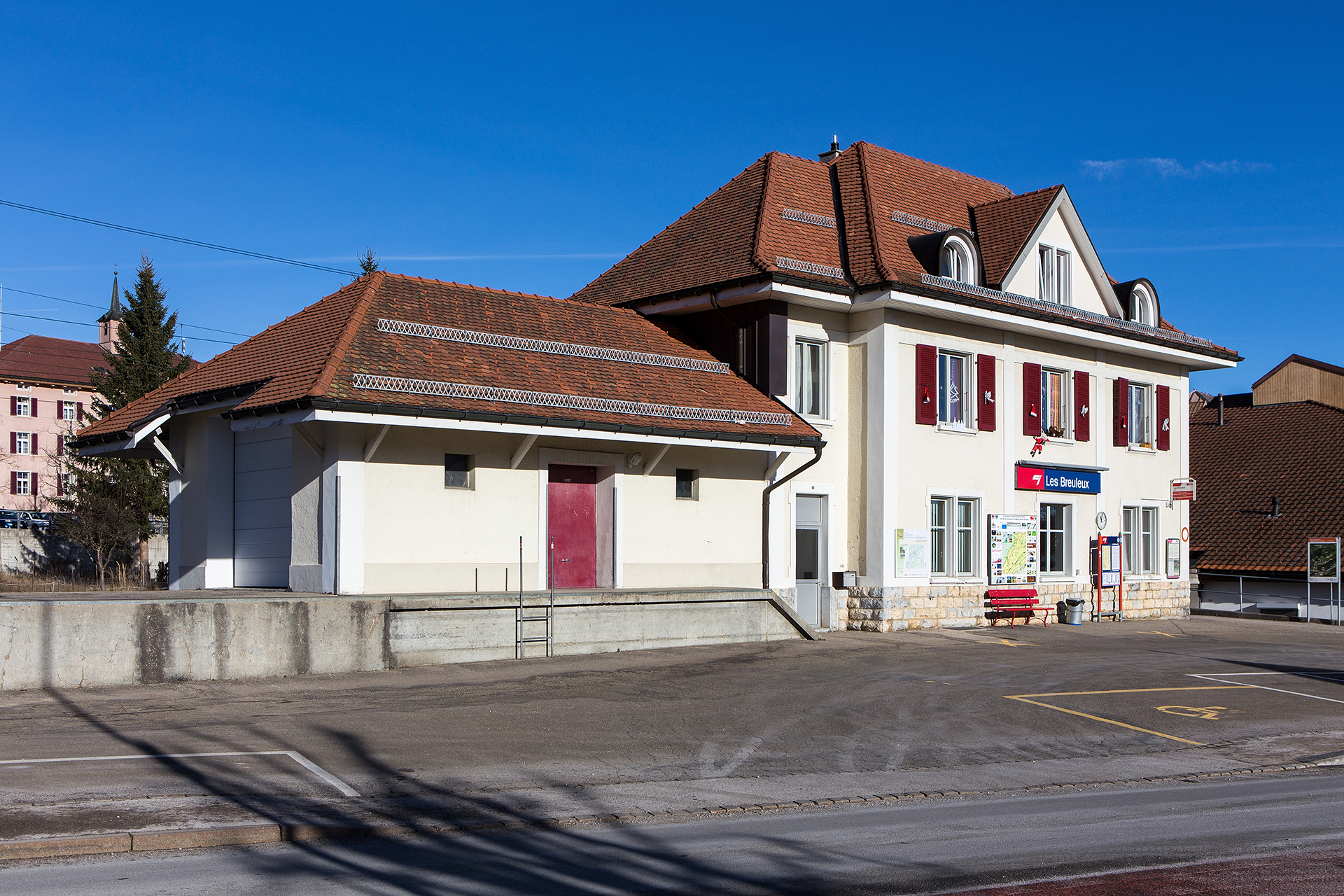
Bahnhof
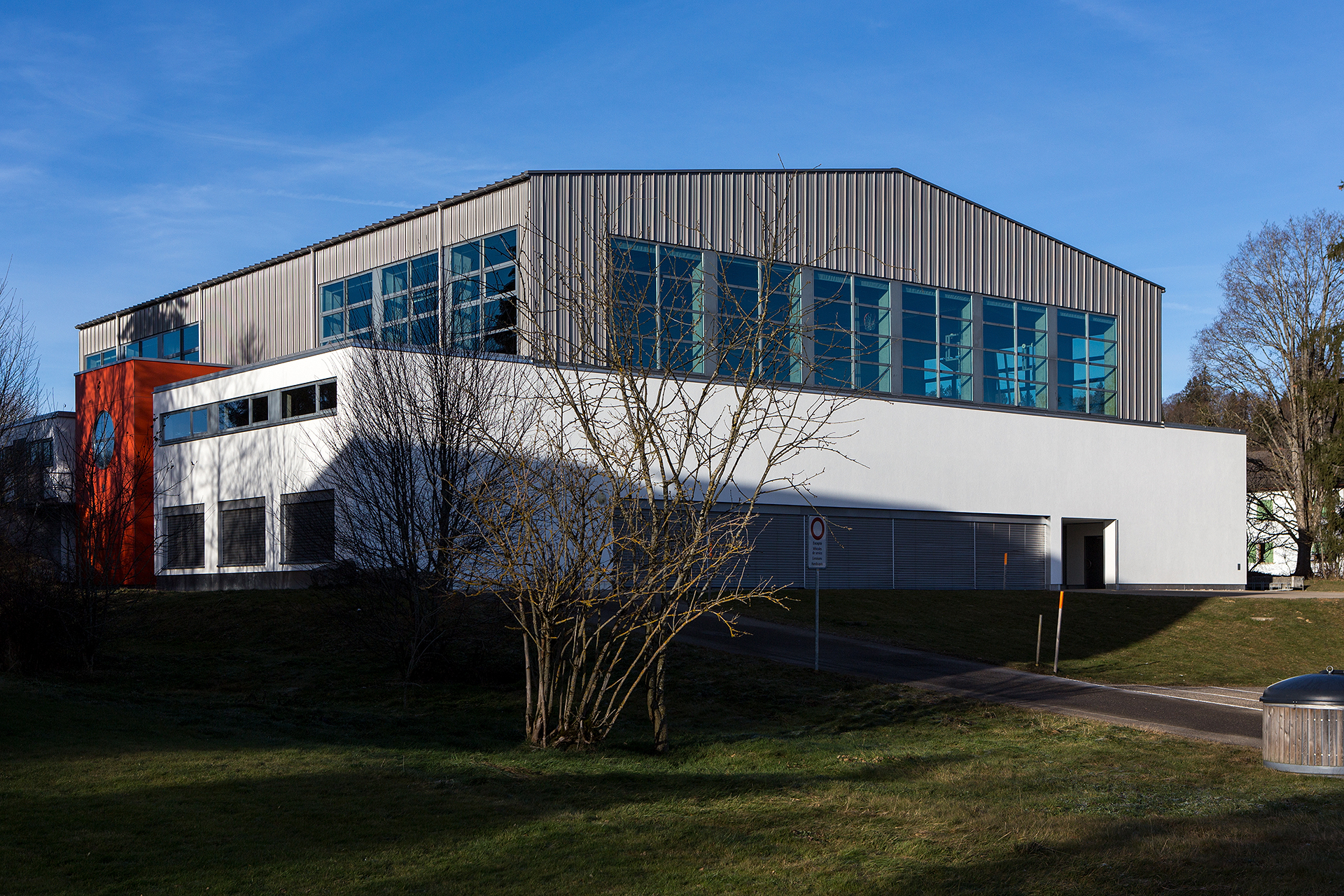
Mehrzweckhalle (Salle polyvalente)
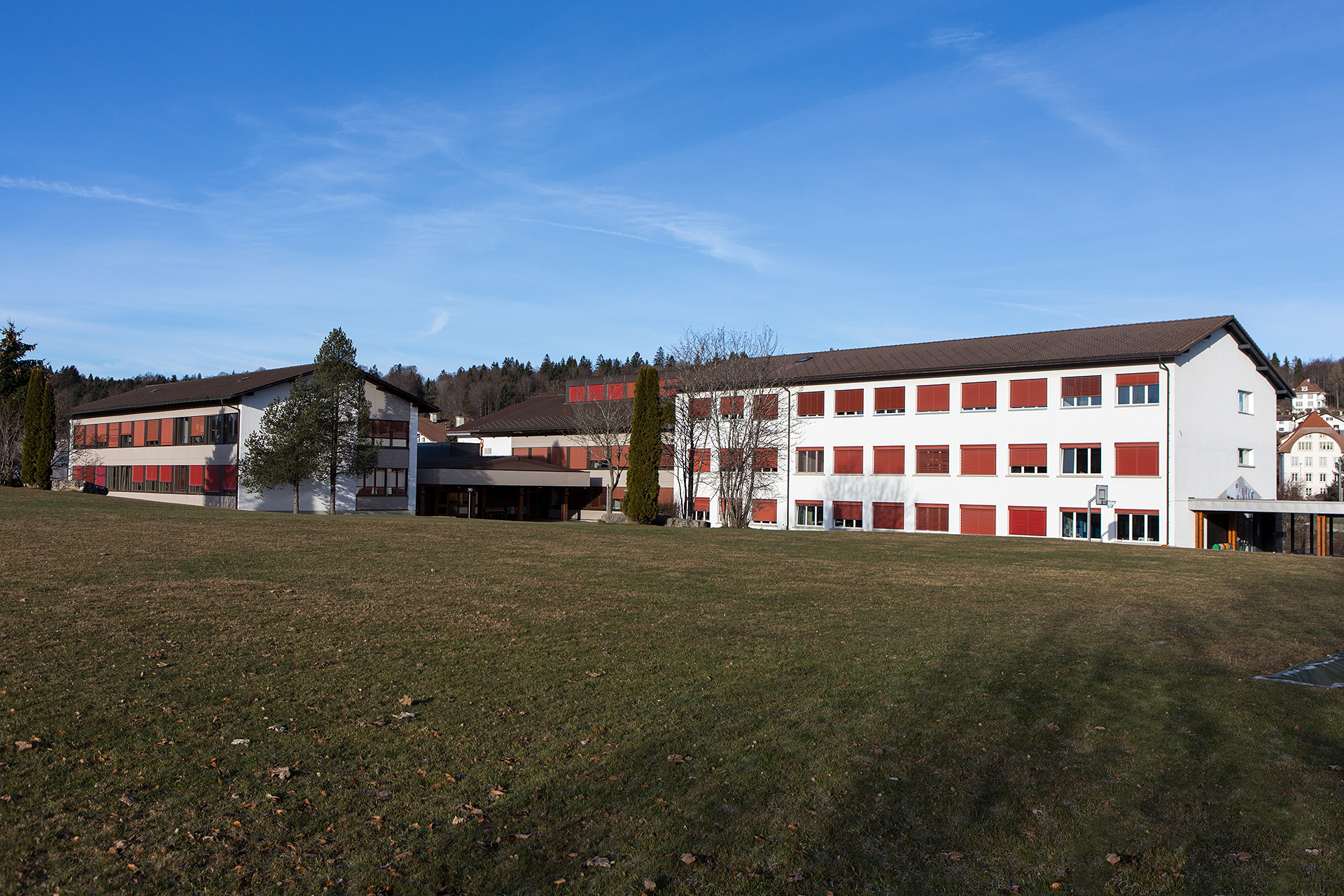
Schulhäuser

## Persönlichkeiten
- André Cattin (1921–1981), Jurist und Politiker (CVP)
- Elisabeth Baume-Schneider (* 1963), Politikerin (SP), lebt und ist heimatberechtigt in Les Breuleux. Am 7. Dezember 2022 wurde sie in den Bundesrat gewählt.